# Ville de Port Adélaïde Enfield
La Ville de Port Adélaïde Enfield (City of Port Adelaide Enfield) est une zone d'administration locale au nord du centre ville d'Adélaïde dans l'État d'Australie-Méridionale, en Australie. 

## Quartiers et codes postaux
- Alberton - 5014
- Angle Park - 5010
- Birkenhead - 5015
- Blair Athol - 5084
- Blair Athol West - 5084
- Broadview - 5083
- Clearview - 5085
- Croydon Park - 5008
- Croydon Park South - 5008
- Devon Park - 5008
- Dernancourt - 5075
- Dry Creek - 5094
- Dudley Park - 5008
- Enfield - 5085
- Enfield North - 5085
- Enfield Park - 5085
- Ethelton - 5015
- Exeter - 5019
- Ferryden Park - 5010
- Findon - 5023
- Gepps Cross - 5094
- Gilles Plains - 5086
- Gillman - 5013
- Glanville - 5015
- Greenacres - 5086
- Hampstead Gardens - 5086
- Hillcrest - 5086
- Holden Hill - 5088
- Kilburn - 5084
- Kilburn North - 5084
- Klemzig - 5087
- Largs Bay - 5016
- Largs North - 5016
- Manningham - 5086
- Mansfield Park - 5012
- North Haven - 5018
- Northfield - 5085
- Northfield Hospital - 5085
- Northgate - 5085
- Oakden - 5086
- Osborne - 5017
- Ottoway - 5013
- Outer Harbor - 5018
- Peterhead - 5016
- Port Adélaïde - 5015
- Queenstown - 5014
- Regency Park - 5010
- Rosewater - 5013
- Rosewater East - 5013
- Sefton Park - 5083
- Semaphore - 5019
- Semaphore South - 5019
- Strathmont - 5086
- Taperoo - 5017
- The Parks - 5010
- Valley View - 5093
- Walkley Heights - 5098
- Windsor Gardens - 5087
- Wingfield - 5013
- Woodville Gardens - 5012
- Yatala Labour Prison - 5085